# Matojärvi (Junosuando socken, Norrbotten)
Matojärvi är en sjö i Pajala kommun i Norrbotten och ingår i Torneälvens huvudavrinningsområde. Sjön har en area på 0,0676 kvadratkilometer och ligger 256,1 meter över havet. Sjön avvattnas av vattendraget Motojoki.

## Delavrinningsområde
Matojärvi ingår i det delavrinningsområde (751231-178478) som SMHI kallar för Mynnar i Nuuksujoki. Medelhöjden är 263 meter över havet och ytan är 10,94 kvadratkilometer. Det finns inga avrinningsområden uppströms utan avrinningsområdet är högsta punkten. Motojoki som avvattnar avrinningsområdet har biflödesordning 5, vilket innebär att vattnet flödar genom totalt 5 vattendrag innan det når havet efter 278 kilometer. Avrinningsområdet består mestadels av skog (80 procent) och sankmarker (16 procent). Avrinningsområdet har 0,07 kvadratkilometer vattenytor vilket ger det en sjöprocent på 0,4 procent.